# 高知日産プリンス販売
高知日産プリンス販売株式会社（こうちにっさんプリンスはんばい）は、高知県高知市に本社を置く日産自動車の販売会社（旧レッド&ブルーステージ店、日産店、プリンス店、チェリー店）である。

## 沿革
- 1937年7月13日 - 高知市北本町二丁目4番地に四国日産自動車株式会社設立。
- 1941年8月28日 - 高知市播磨屋町39番地に高知自動車用品有限会社設立。
- 1945年11月3日 - 四国日産自動車株式会社が四国自動車株式会社に商号変更。
- 1946年8月10日 - 四国自動車株式会社が高知日産自動車販売株式会社に商号変更。
- 1948年6月16日 - 高知日産自動車販売株式会社が四国日産自動車株式会社に再度商号変更。
- 1954年6月4日 - 高知自動車用品有限会社が株式会社に改組。
- 1958年
  - 9月8日 - 高知自動車用品株式会社が高知プリンス自動車株式会社に商号変更し、本店を高知市本宮町275番地に移転。
  - 12月27日 - 四国日産自動車株式会社が高知日産自動車株式会社に商号変更。
- 1966年
  - 9月1日 - 高知プリンス自動車株式会社が（旧）日産プリンス高知販売株式会社に商号変更。
  - 12月15日 - 高知日産自動車株式会社の本店を高知市旭町二丁目21番地に移転。
- 1970年
  - 7月1日 - （旧）日産プリンス高知販売株式会社本店が高知市北本町四丁目5番7号に移転。高知市北本町三丁目8番30号に日産オート高知販売株式会社設立。
  - 7月20日 - 日産オート高知販売株式会社が日産チェリー高知販売株式会社に商号変更。
- 1971年
  - 9月20日 - 日産チェリー高知販売本店を高知市南御座34番地1に移転。
  - 10月2日 - （旧）日産プリンス高知販売株式会社が設立時の高知自動車用品株式会社に商号変更。
- 1972年4月6日 - 高知自動車用品株式会社が解散。
- 1988年4月1日 - 日産チェリー高知販売株式会社が日産プリンス・チェリー高知販売株式会社商号変更。
- 1990年4月1日 - 日産プリンス・チェリー高知販売株式会社が日産プリンス高知販売株式会社に商号変更。
- 1993年3月31日 - 日産プリンス高知販売株式会社が高知日産自動車株式会社を合併し、高知日産プリンス販売株式会社に商号変更。これにより、高知日産が販売していたセドリック、ローレル等のモーター系販売車種を日産サニー高知販売株式会社に移管し、合わせて一宮営業所を日産サニー高知販売株式会社に4月1日付で譲渡。

## 事業所
新車
- 旭支店/高知市旭町二丁目21番地
- ギャラリー御座・日産カーパレス御座/高知市南御座9番14号
- 土佐道路支店/高知市朝倉甲511番地5
- 空港支店/南国市田村乙2101番地1
- 安芸支店/安芸市港町二丁目3番31号
- 須崎支店/須崎市緑町6番地
- 中村支店/四万十市具同2067番地

中古車
- 日産カーパレス御座/高知市南御座9番14号

## 高知県内の他日産車販売店
- 日産サティオ高知